# L'Étrangleur (film, 2016)
Pour les articles homonymes, voir L'Étrangleur.
Pour plus de détails, voir Fiche technique et Distribution.
L'Étrangleur (A martfüi rém) est un film hongrois d'Árpád Sopsits sorti en 2016.
Le film est inspiré des meurtres commis par Péter Kovács.

## Distribution
- Károly Hajduk : Pál Bognár
- Gábor Jászberényi : Ákos Réti
- Zsolt Anger : détective Bóta
- Péter Bárnai : Zoltán Szirmai
- Zsolt Trill : procureur Gábor Katona
- Mónika Balsai : Nóra Szigeti